# HD 32039
HD 32039，又名BD+03 736，SAO 112304、HR 1609，是一颗恒星，视星等为7.03，位于銀經196.07，銀緯-22.61，其B1900.0坐标为赤經4h 55m 17.1s，赤緯+3° -22.61′ 59″。